# فيولا أمهيرد
فيولا أمهيرد (من مواليد 7 يونيو 1962) هي سياسية سويسرية تعمل كعضو في المجلس الفيدرالي السويسري منذ عام 2019. وهي عضوة في حزب الوسط، وهي وزيرة الدفاع والحماية المدنية والرياضة. أمهيرد هي أول امرأة تشغل هذا المنصب.

## الحياة السياسية
من 1992 إلى 1996 كانت فيولا أميهيرد عضوا في مجلس مدينة بريغ غيلس (عضو تنفيذي)، من عام 1996 وحتي عام 2000 كانت نائب الرئيس لبلدية بريغ غيلس و من عام 2000 الي عام 2012 رئيس بلدية بريغ غيلس و كانت أمهيرد عضوًا في المجلس الوطني السويسري من 31 مايو 2005 إلى 31 ديسمبر 2018.
في سياق التكهنات حول ترشيحها لعضوية المجلس الفيدرالي السويسري ، أعلنت ترشحها لتحل محل دوريس ليوثارد في 5 أكتوبر 2018. و في 16 نوفمبر تم ترشيح أمهيرد وهايدي زغراغين كمرشحين للمجلس الاتحادي من قبل حزب الشعب الديمقراطي المسيحي في سويسرا. في 5 ديسمبر 2018، تم انتخابها لعضوية المجلس الفيدرالي بأغلبية 148 صوتًا في الاقتراع الأول جنبًا إلى جنب مع كارين كيلر سوتر (من الحزب الديمقراطي الحر).
في 10 ديسمبر 2018، أعلن المجلس الاتحادي أن أمهيرد ستترأس وزارة الدفاع الفيدرالية والحماية المدنية والرياضة اعتبارًا من 1 يناير 2019. وبذلك ستكون أمهيرد أول امرأة تترأس وزارة الدفاع السويسرية.

## الحياة الشخصية
تخرجت أمهيرد من مدرسة اللغة اللاتينية في كلية بريج عام 1982. و من عام 1982 إلى عام 1987 ، درست علم القانون في جامعة فريبورغ . ثم أكملت فترة تدريبها كمحامية وكاتبة عدل في بريغ غيلس حتى عام 1990. و في عام 1990 حصلت على دبلوم كاتب العدل من كانتون فاليه ، وفي عام 1991 حصلت على دبلوم المحاماة في كانتون فاليه. و منذ عام 1991 عملت كمحامية تعمل لحسابها الخاص وكاتبة عدل مع مكتب في بريغ غيلس و من 1994 إلى 2006 كقاضية بدوام جزئي في لجنة استئناف الموظفين الفيدرالية. فيولا أمهيرد عازبة وتعيش في بريغ غيلس.

## الروابط خارجية
- باللغة الألمانية